# Пляшка Кляйна

Ілюстрація пляшки Кляйна у тривимірному просторі.

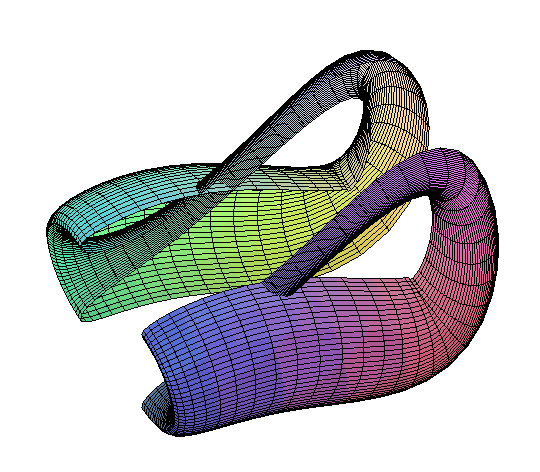
Пляшка Кляйна може бути розрізана на дві стрічки Мебіуса

Пляшка Кляйна — замкнена одностороння поверхня, що не має країв. Вперше описана у 1882 році німецьким математиком Ф. Кляйном.

## Походження назви
Назва, мабуть, походить від неправильного перекладу німецького слова «поверхня Кляйна» (нім. die Kleinsche Fläche), де вираз die Fläche (поверхня) в німецькій мові близький за написанням до слова die Flasche (пляшка). Однак, нова назва стала популярною у світі і непогано відповідає формі поверхні, також стала звичною і в Німеччині.

## Топологія «пляшки»
Уявлення про пляшку Кляйна можна отримати, якщо звичайну пляшку, у дні якої зроблено отвір, доповнити з'єднувальною трубкою, одним кінцем надітою на цей виступ, а другим — на шийку пляшки (див. малюнок.). Пляшка Кляйна в тривимірному просторі завжди має лінію самоперетину.
Її можна утворити також з двох стрічок Мебіуса, склеївши їх по граничних лініях.
Пляшка Кляйна визначається просто як прямокутник, у якому об'єднано (склеєно) парами відповідні точки протилежних сторін, причому одна пара була обернена на 180°. На ілюстрації краї позначені кольорами, а напрям орієнтації стрілками.
|  |  |
|  |  |
|  |  |

Пляшка Кляйна не може бути реалізованою в тривимірному просторі, оскільки це призводить до появи самоперетинів поверхні. Без перетинів пляшка може бути реалізованою в чотиривимірному просторі.
Властивості поверхонь типу «пляшка Кляйна» вивчаються в топології.

## Параметризація

Реалізація пляшки Кляйна у вигляді «вісімки».

Пляшка Кляйна у вигляді вісімки має досить просту параметризацію:
{\displaystyle x=\left(r+\cos {\frac {u}{2}}\sin v-\sin {\frac {u}{2}}\sin 2v\right)\cos u}
{\displaystyle y=\left(r+\cos {\frac {u}{2}}\sin v-\sin {\frac {u}{2}}\sin 2v\right)\sin u}
{\displaystyle z=\sin {\frac {u}{2}}\sin v+\cos {\frac {u}{2}}\sin 2v}
У цьому вигляді самоперетин має форму геометричного кола в площині XY. Константа {\displaystyle r} дорівнює радіусу кола. Параметр {\displaystyle u} задає кут на площині XY і {\displaystyle v} означає положення біля 8-подібного перерізу. З урахуванням наведеної вище параметризації перетин є фігурою Ліссажу зі співвідношенням амплітуд 2:1